# Urban Cone
Urban Cone är en svensk elektropop-grupp från Stockholm som bildades år 2010 av Emil Gustafsson (sång, bas), Rasmus Flyckt (sång, klaviatur), Magnus Folkö (trummor), Tim Formgren (gitarr) och Jacob William Sjöberg (klaviatur). Bandet formades när medlemmarna fortfarande gick i gymnasiet.  Debutalbumet ”Our Youth” släpptes i Sverige den 31 oktober 2012 och är inspelad och producerad i Flyckts vardagsrum. 2018 meddelade bandet att de lägger ner.

## Musikkarriär
Urban Cone fick sin första framgång I slutet av 2010 med den självsläppta debutsingeln ”Urban Photograph” som spreds som en löpeld online via musikbloggar. Hösten 2011 släpptes deras EP "Our Youth Pt. 1" som togs emot väl av både publik och kritiker, särskilt av Earmil.com som uttryckte sig "The EP exemplifies what Urban Cone is at it’s finest, staying true to their roots and presenting honest, gritty, Dance/Pop".
Hösten 2012 skulle komma att bli en ytterligare viktig milstolpe för gruppen. Den 31 oktober släppte bandet deras debutalbum "Our Youth". Efter debutskivan inledde Urban Cone i januari 2013 sitt första intåg i USA. Sommaren 2013 släppte även bandet singeln New York som bandet själva beskrev som "ett bokslut över det som varit och ett smakprov från som det kommer", som en övergångslåt mellan den första och den andra skivan. Urban Cone har även samarbetat med elektroniska artister som Porter Robinson, John Dahlbäck och Lucas Nord.

## Liveframträdanden
Urban Cone har turnerat omfattande över hela Sverige och delar av Europa. Festivalframträdanden inkluderar Roskilde Festivalen, Peace & Love, Way Out West, Siesta!, Emmaboda, Reeperbahn Festival, MS Docville, Popaganda and Trästocksfestivalen. I januari 2013, turnerade Urban Cone i USA och spelade i New York, Brooklyn, Los Angeles och San Francisco. I april 2013 åkte bandet på turné i hela Tyskland, Schweiz och Österrike.

## Diskografi

### Musik
- Urban Photograph (2011)
- Our Youth Pt. 1 (2011)
- Our Youth Pt. 2 (2012)
- Our Youth (album)(2012)
- New York (2013)
- Sadness Disease (2014)
- Robot Love (2015)
- Come Back To Me (2015)
- Polaroid Memories (album)(2015)
- Weekends (2015)
- Old School (2017)
- Pumping Up Clouds (2017)
- Sugar med Blenda (2018)